# Зот Некрасов
Зот Илич Некрасов (26 декември 1907 (8 януари 1908), Мелитопол – 1 декември 1990, Днепропетровск) е съветски учен в областта на черната металургия.
Академик на Академията на науките на Украинската ССР (1961). Заслужил деятел на науката и техниката на УССР (1978). Герой на социалистическия труд (1969).

## Биография
Роден е на 26 декември 1907 г. (8 януари 1908 г. стар стил) в Мелитопол (днес Запорожка област, Украйна) в руско работническо семейство. През 1930 г. завършва Днепропетровския металургичен институт. След това работи в Днепропетровския НИИ по металите. Научните му трудове са свързани с теорията на доменната пещ. С началото на Великата Отечествена война катедрата е евакуирана в Магнитогорск.
След войната Зот Некрасов се посвещава на развитието на Института по черна металургия в Днепропетровск. През 1950 г. защитава докторска дисертация. От 1952 г. в продължение на 24 години (до 1976 г.) работи като директор на института. Разработва нови методи за топене на железните руди.
Научната дейност на З. Некрасов получава широко международно признание. Много години той е председател на Комитета по черна металургия към Европейската икономическа комисия на ООН в Женева. Той също е член на редица комитети и научни съвети, свързани с проблемите на черната металургия.
Живял и работил в Днепропетровск. Умира на 1 декември 1990 г.